# Álvaro Caminha Tavares da Silva
Álvaro Caminha Tavares da Silva, (Aracati, 25 de março de 1840 — 18 de março de 1897, Rio de Janeiro) foi um advogado, professor e político brasileiro do período imperial.

## Biografia

### Primeiros anos
Era filho de João Luiz Tavares da Silva e Maria Firmina Ferreira de Alencar Caminha, sendo pela via materna primo em segundo grau do famoso poeta Adolfo Caminha. De acordo com Clóvis Beviláqua, Álvaro Caminha se formou em ciências jurídicas na Faculdade de Direito de Recife em 1862, com cerca de 22 anos de idade. Na mesma turma, também se formaram os políticos Antônio Pinto de Mendonça e Firmino Martins. Depois disso, estabeleceu escritório de advocacia na capital federal, Rio de Janeiro.
Nos anos 1870, Adolfo Caminha se tornou primeiro Delegado de Polícia no Rio de Janeiro.
Ao lado do jurista Carlos Frederico Marques Perdigão, foi um dos proprietários, redatores e colaboradores da Revista "Gazeta jurídica: revista mensal de doutrina, jurisprudencia e legislação" de 1873, cuja edição encontra-se guardada na Universidade de Michigan. Ambos eram membros do Instituto da Ordem dos Advogados Brasileiros, precursora da OAB.

### Carreira política
Foi eleito deputado geral pela Província do Ceará para três legislaturas seguidas na Câmara dos Deputados (18ª, 19ª, 20ª Legislaturas) durante os anos 1881 até a Proclamação da República, quando o Congresso Nacional foi fechado. Foi sempre eleito pelo 8º distrito eleitoral que compreendia as regiões de Aracati, Russas, Morada Nova, Limoeiro do Norte e outras cidades vizinhas. Sempre foi filiado ao Partido Conservador.
Presidiu a Assembleia Geral Ordinária da Companhia de Seguros Alliança, no ano de 1896, conforme publicação em Diário Oficial da União.
Nas eleições para o Senado do Império em maio de 1889, teve seu nome apoiado por alguns eleitores, especialmente em Aracati, mas não ficou classificado na lista tríplice.
Um de seus principais embates no Poder Legislativo foi a questão da ampliação da Estrada de ferro de Baturité (inaugurada em 1873) no Ceará. Defendeu, em 1882, que a ampliação deveria se conectar com o Vale do Jaguaribe, ligando o porto de Aracati e as cidades de Russas, Jaguaruana, Limoeiro do Norte, Morada Nova até chegar Icó ou alguma cidade importante do oeste paraibano como Sousa ou Cajazeiras. Acreditava que a medida facilitaria a locomoção de uma população superior a 200 mil habitantes e induziria o desenvolvimento, com nova logística de transporte para alimentos e materiais necessários. No entanto, enfrentou forte resistência, especialmente do Partido Liberal de Leandro Chaves Ratisbonna e Tomás Pompeu Sousa Brasil (2º).
Nas eleições gerais de 1884-85, os abolicionistas organizaram uma chapa para os oito distritos da Província do Ceará, sendo isso divulgado no Jornal Libertador, em 16 de outubro daquele ano. Álvaro Caminha, membro do Partido Conservador, era o nome apoiado pelos abolicionistas no oitavo distrito. Os demais candidatos nos outros distritos eram Frederico Augusto Borges, Antônio Pinto de Mendonça Filho, Paulino Nogueira Borges da Fonseca, Teodureto Carlos de Faria Souto, Miguel Joaquim de Almeida, Joaquim Bento de Sousa Andrade e Tomás Pompeu de Sousa Brazil.
Por ser adepto da Monarquia Parlamentar, retirou-se da vida política após o golpe de estado de 1889, mesmo ano em que foi reeleito deputado geral. Permaneceu na capital do país, Rio de Janeiro à época, onde exerceu a advocacia. Ao lado de João Pedro Belfort Vieira (Partido Liberal), foi um dos fundadores e primeiros professores da Faculdade Livre do Rio de Janeiro (fundada em 1891), que daria origem à Faculdade Nacional de Direito do Rio de Janeiro. Segundo o Almanaque Laemmert de 1900, o Dr. Álvaro Caminha atendia na Rua Dr. Ourives, nº 102 e ponto dos bondes da Gávea.
Morreu precocemente no Rio de Janeiro, vítima da doença tuberculose. Sua esposa, Dona Olympia Domingues, faleceu semanas depois, deixando dois filhos: Álvaro Filho e Olympio Caminha.

## Homenagens
Foi homenageado como membro da Imperial Ordem da Rosa e com a condecoração de 3ª classe do Busto do Libertador Simón Bolívar da República da Venezuela.